# Агаджанян, Александр Сергеевич
Алекса́ндр Серге́евич Агаджаня́н (род. 13 мая 1958, Москва, СССР) — советский и российский религиовед, историк религии и востоковед-буддолог, специалист в области социологии и антропологии религии в современном мире, в частности, в России. Доктор исторических наук (1993), профессор. Член Экспертного совета Высшей аттестационной комиссии при Министерства образования и науки Российской Федерации по теологии Один из авторов «Энциклопедии религий» и «Раутледжской энциклопедии религий мира».

## Биография
Родился 13 мая 1958 года в Москве.
В 1981 году окончил Институт стран Азии и Африки при МГУ имени М. В. Ломоносова.
В 1984 году в Институте востоковедения АН СССР под научным руководством доктора исторических наук В. Ф. Васильева защитил диссертацию на соискание учёной степени кандидата исторических наук по теме «Социально-политическая роль крестьянства в современной Бирме» (специальность 07.00.03 — всеобщая история).
В 1986—1999 годы работал в Институте востоковедения РАН.
В 1992 году в Институте востоковедения АН СССР защитил диссертацию на соискание учёной степени доктора исторических наук по теме «Мировоззрение буддизма и современная история стран Юго-Восточной Азии: (Религиозные ценности и общественное развитие в XX веке)» (специальность 09.00.06 — научный атеизм, религия: история и современность); официальные оппоненты — доктор исторических наук В. И. Корнев, доктор исторических наук Д. Е. Фурман и доктор исторических наук В. Г. Хорос; ведущая организация — Институт стран Азии и Африки при МГУ имени М. В. Ломоносова.
В 2000—2003 годах преподавал в Университете штата Аризоны.
С 2004 года — профессор Центра изучения религий РГГУ. Преподавал дисциплины «Религия в современном мире», «История религии: Буддизм», «Социология религии», «Антропология религии» и др.
С 2022 года — старший научный сотрудник Ереванского государственного университета.
Преподаватель дисциплин «Религия и секулярный мир», «Религия и общество: классические и современные теории» в программе магистратуры в Национальном исследовательском университете «Высшая школа экономики».
Член редакционных коллегий научных журналов «Государство, религия, Церковь в России и за рубежом», «Religion, State and Society», «Social Compass» и «Archives des sciences sociales de religion».

## Научные труды

### Монографии
на русском языке
- Агаджанян А. С. Бирма: крестьянский мир и государство / АН СССР, Ин-т востоковедения. — М. : Наука, 1989. — 132,[2] с. ISBN 5-02-016493-3
- Агаджанян А. С. Буддийский путь в XX веке : Религ. ценности и современ. история стран тхеравады / Рос. АН, Ин-т востоковедения. — М. : Наука : Изд. фирма «Восточная литература», 1993. — 294,[1] с. ISBN 5-02-017670-2
- Агаджанян А. С. Глава 4. Религиозный дискурс в российских масс-медиа: Энтропия, симфония, идеократия // Старые церкви, новые верующие: Религия в массовом сознании постсоветской России. / Под ред. Д. Е. Фурман, К. Каариайнен[фин.]. — СПб.: Летний сад, 2000. — С. 116—149.
- Религиозные практики в современной России / отв. ред. А. Агаджанян, К. Русселе. — М.: Новое издательство, 2006.
- Светскость государства: Международный опыт и российские проблемы / отв. ред. А. Агаджанян, К. Русселе. — М.: Французско-российский Центр гуманитарных и общественных наук, 2008.
- Приход и община в современном православии: Корневая система российской религиозности. / отв. ред. А. Агаджанян, К. Русселе. — М.: Весь мир, 2011.

на других языках
- Agadjanian A. Turns of Faith, Search for Meaning: Orthodox Christianity and Post-Soviet Experience. Erfurt: Erfurt Studies in eastern Christianity series: Peter Lang, 2014.
- Agadjanian A., Kenworthy S. Understanding World Christianity: Russia. – Minneapolis: Fortress Press, 2021

### Учебные пособия
- Религии мира : история, культура, вероучение. 10-11 классы : учебное пособие / [А. С. Агаджанян и др. ; под общ. ред. А. О. Чубарьяна и Г. М. Бонгард-Левина]. — М. : ОЛМА Медиа Групп, 2008. — 398, [1] с. : цв. ил. ISBN 978-5-373-00714-6

### Статьи
на русском языке
- Агаджанян А. С. Провинциальная бюрократия и государственный феодализм в Бирме". // Народы Азии и Африки. — 1983. — № 3.
- Агаджанян А. С. Независимая Бирма: проблемы ориентации".// «Юго-Восточная Азия в начале 1980-х: Тенденции и перспективы. / Отв. ред. В. Г. Шабалина. — М.: Наука, 1984.
- Агаджанян А. С. Идеология бирманского социализма как пример культурного синтеза. // Культурные процессы в развивающихся странах. Тезисы международной конференции. — М., 1986, т.1, ч.2. — С. 153-155.
- Агаджанян А. С. Буддизм тхеравада и традиционная политическая культура. // Тезисы Всесоюзной буддологической конференции. — М., 1987. — С. 68-71.
- Агаджанян А. С. Государство и политическая культура Бирмы. // Государство в докапиталистических обществах Азии. — М., 1987. — С. 319—331
- Агаджанян А. С. Панорама религий Юго-Восточной Азии в XX веке. // Становление региона: интеграционные процессы в Юго-Восточной Азии. Тезисы научной конференции. — М.,1989. — С. 58-60.
- Агаджанян А. С. Преемственность и изменения в Юго-Восточной Азии: проблемы самобытного развития. // Первый советско-французский семинар по Юго-Восточной Азии. Доклады. На русск. и фр. яз. — М., 1989. — С. 183—189.
- Агаджанян А. С. Индивид и группа в буддийском мировоззрении и в современных обществах Таиланда и Бирмы. // Традиционный мир Юго-Восточной Азии: малая группа и социальная динамика. — М., 1991. — С. 176—198.
- Агаджанян А. С. Общая концепция традиций и традиционные структуры в Юго-Восточной Азии. // Традиционный мир Юго-Восточной Азии: малая группа и социальная динамика. — М., 1991. — С. 3-21.
- Агаджанян А. С. Буддизм как символ и источник самобытности. На примере обществ тхеравады в XX веке. // Культурное наследие: преемственность и перемены. — М.: ИНИОН, 1991. — С. 17-64.
- Агаджанян А. С. Буддизм и власть: религия и политическая культура в обществах тхеравады (Начало). // „Восток-Оriens“. — 1992. — № 1.
- Агаджанян А. С. Буддизм и власть: религия и политическая культура в общества тхеравады (Окончание). // „Восток-Оriens“. — 1992. — № 3.
- Агаджанян А. С. Понятие традиции: общие предварительные замечания. // Традиции и традиционные структуры в Юго-Восточной Азии./ Отв. ред. В. Г. Чуфрин. — М.: Наука, 1994.
- Агаджанян А. С. Юго-Восточная Азия: История идей в XX веке. Введение». // Юго-Восточная Азия: Идеи и идеологи в XX веке". / Отв. ред. В. И. Подберёзский. — М.: Наука, 2001.
- Агаджанян А. С. Буддийская герменевтика кармы и нирваны: социология религиозной реформы". // Юго-Восточная Азия: Идеи и идеологи в XX веке"./ Отв. ред. В. И. Подберёзский. — М.: Наука, 2001.
- Агаджанян А. С. Буддизм и глобализация. // Религия и глобализация в Евразии. / Под ред. А. В. Малашенко, С. Б. Филатов. — М: Московский центр Карнеги, 2004. — С. 222—255.
- Агаджанян А. С. Дхарма и империя. Основы и пределы сакрализации власти в буддийской традиции. // Сакрализация власти в истории цивилизаций. Часть 3. / Под ред. Д. Бондаренко, Л. Андреева, А. Коротаев. — М.: Центр цивилизационных и региональных исследований, 2005. — С. 149—180
- Агаджанян А. С. Буддизм и политические конфликты в Юго-Восточной Азии // Религия и конфликт / Под ред. А. В. Малашенко и С. Б. Филатова; Московский Центр Карнеги. — М. : Российская политическая энциклопедия (РОССПЭН), 2007. — С. 266—283.
- Агаджанян А. С. Необуддизм // Энциклопедия религий / Под ред. А. П. Забияко, А. Н. Красникова, Е. С. Элбакян. — М.: Академический проект, 2008. — С. 861—862. — 1520 с. — ISBN 978-5-8291-1084-0 ISBN 978-5-98426-067-1.
- Агаджанян А. С. Приход и община в русском православии. Современные процессы в ретроспективе последнего столетия". // Приход и община в современном православии: Корневая система российской религиозности. / Под ред. А. С. Агаджанян, К. Русселе. — М.: Весь мир, 2011.— С. 15-36
- Агаджанян А. С. Реформа и возрождение в двух московских православных субкультурах: два способа сделать Православие «современным»". // Приход и община в современном православии: Корневая система российской религиозности. / Под ред. А. С. Агаджанян, К. Русселе. — М.: Весь мир, 2011. — С. 155.
- Агаджанян А. С. Множественные современности", российские «проклятые вопросы» и незыблемость секулярного Модерна. // Государство, религия, Церковь в России и за рубежом. — № 1. — 2012. — С. 83-110.
- Агаджанян А. С. Религия и теория: современные тенденции. // Государство, религия, церковь в России и за рубежом. — 2013. — Т. 31. — № 3. — С. 7-31.
- Агаджанян А. С. Этнос, нация и религия: научные парадигмы и реальность Южного Кавказа // Государство, религия, церковь в России и за рубежом. — 2016. — Т. 34. — № 2. — С. 331—356.
- Агаджанян А. С. Православный взгляд на современный мир. Контекст, история и смысл соборного документа о миссии Церкви // Государство, религия, церковь в России и за рубежом. — 2016. — Т. 34. — № 1. — С. 255.

на других языках
- Agadjanian A. S. Les cultes orientaux et la nouvelle religiosité en Russie". // Revue d’etudes comparatives Est-Ouest. — 1993. — № 24 (3/4). — P. 155—172.
- Agadjanian A. S. Religious Pluralism in Orthodox Russia: Political Controversy and its Social Background. // The Future of Religion: East and West, edited by I. Borowik and P. Jablonski. — Krakow, Nomos Publishing House, Institute for the Scientific Study of Religion, 1995.
- Agadjanian A. S. Religious Responses to Social Changes in Russia: Traditional and New Religions Compared". // Journal of Contemporary Religion. — 1996. — № 11(1). — P. 69-76.
- Agadjanian A. S. Religious Minorities During Russia’ s Transition from Atheism to Secularism." // Research in the Social Scientific Study of Religion. Ed. by J. Greer and D. Moberg. — Vol.11. — 2000. — P. 65-79
- Agadjanian A. S. «The Public Religion in Russia and the Search for National Ideology.» // Journal of the Social Scientific Study of Religion. — № 3. — 2001.
- Agadjanian A. S. «Revising Pandora’s Gifts: Religious and National Identities in Post-Soviet Eurasia» // Europe-Asia Studies. — № 3. — 2001.
- Agadjanian A. S. Breakthrough to Modernity, Apologia for Traditionalism: the Russian Orthodox View of Society and Culture in Comparative Perspective. // Religion, State and Society. — № 4 (Winter). — 2003
- Agadjanian A. S. The Social Vision of Russian Orthodoxy: Balancing Between Identity and Relevance." // Orthodox Christianity and Contemporary Europe. — Leiden: Peeters Publishers, 2003. — P. 163—182.
- Agadjanian A. S. Religions Between Universal and Particular: Eastern Europe After 1989. // S. Saha, ed.Religious Fundamentalism in the Contemporary World: Critical Social and Political Issues.Lanham etc.: Lexington Books, 2004. — P. 71-90
- Agadjanian A. S. Eastern Orthodoxy in the Global Age: Preliminary Considerations // Eastern Orthodoxy in a Global Age eds. Roudometof V., Agadjanian A. S., Pankhurst J. , Walnut Creek etc. : Altamira Press, 2005. — P. 1-28
- Agadjanian A. S., Rousselet K. Globalization and Identity Discourse in Russian Orthodoxy). // Eastern Orthodoxy in a Global Age eds. Roudometof V., Agadjanian A. S., Pankhurst J. , Walnut Creek etc. : Altamira Press, 2005. — P. 29-57.
- Agadjanian A. S., Rousselet K. Pourquoi et comment étudier les pratiques religieuses? « // Etudes comparatives Est-Ouest, vol. 36, no. 4, décembre 2005. — P. 5-17.
- Agadjanian A. S. Why and How Study Russian Religious Practices? // A.Agadjanian and K. Rousselet, eds., Religious Practices in Today’s Russia, Moscow: Novoe Izdatel’stvo, 2006
- Agadjanian A. S., Rousselet K. The Search for Privacy and the Return of a Grand Narrative: Religion in a Post-Communist Society. // Social Compass. — Vol. 53. — 2006. — P. 169—184.
- Agadjanian A. S., Seligman Adam In difesa dell’universalitàe dell’individualismo. // Daimon. — Vol. 7. — 2007. — P. 239—254.
- Agadjanian A. S. Eastern Christianities, chapter. // Routledge Encyclopedia: The World’s Religions: Continuities and Transformations. — Routledge, 2008.
- Agadjanian A. S., Rousselet K. Individual and Collective Identities in Russian Orthodoxy // Eastern Christians in Anthropological Perspective. / eds C. Hann, G. Holtz. — University of California Press, 2010. — P. 265—279.
- Agadjanian A. S. Liberal Individual and Christian Culture: Russian Orthodox Teaching on Human Rights in Social Theory Perspective // Religion, State and Society. — Vol. 38. — № 2. — June 2010. — P. 97-113
- Agadjanian A. S. Exploring Russian Religiosity as a Source of Morality Today. // Jarrett Zigon, ed. Multiple Moralities and Religion in Post-Soviet Russia. — Berghahn Books, 2011.
- Agadjanian A. S. The Anglican Archbishop, the Russian Patriarch, and the Global Debate on Religion and Secularity.» (недоступная ссылка) European University Institute: Religiowest Project, 2011.
- Agadjanian A. S. Russian Orthodox Church in Europe: ‘Soft Other’ with Quadriple Identity. // Orthodox Christianity in Europe — Borders Constructed and Deconstructed' (Eastern Christian Studies series), Leuven: Peeters, 2012.
- Agadjanian A. Vulnerable Post-Soviet Secularities: Patterns and Dynamics in Russia and Beyond. // Burchardt, Marian; Wohlrab-Sahr, Monika and Matthias Middell (eds.) Multiple Secularities beyond the West. Religion and Modernity in the Global Age. Berlin: De Gruyter, 2015, 241-60
- Agadjanian. A. Tradition, Morality and Community: Elaborating Orthodox Identity in Putin’s Russia. // Religion, State and Society. — 2017. — № 1.

### Научная редакция
на русском языке
- Религиозные практики в современной России. / Отв. ред. А. С. Агаджанян, К. Русселе. — М.: Новое издательство, 2006.
- Светскость государства: Международный опыт и российские проблемы. / Отв. ред. А. С. Агаджанян, К. Русселе. — М.: Французско-российский центр гуманитарных и общественных наук, 2008
- Приход и община в современном православии: Корневая система российской религиозности. / Отв. ред. А. С. Агаджанян, К. Русселе. — М.: Весь мир, 2011.

на других языках
- Roudometof V., Agadjanian A. S., Pankhurst J. Eastern Orthodoxy in a Global Age / eds. Walnut Creek etc. — Altamira Press[англ.], 2005.
- Evangelical, Pentecostal and Charismatic Churches in Latin America and Eastern Europe. Special Issue. // Religion, State and Society, Vol. 40 (1), 2012.
- Agadjanian A., Jodicke A., van der Zweerde, eds. Religion, Democracy and Nation in the Southern Caucasus. — London: Routledge, 2015.
- Agadjanian A., ed. Armenian Christianity Today: Identity, Politics and Popular Practice. — Ashgate Publisher[англ.], 2015.

## Публицистика
- Агаджанян А. С. Эпоха портативной веры // Независимая газета, 05.04.2006 (статьи (недоступная ссылка))

## Интервью
- Беседа с доктором исторических наук, профессором Александром Сергеевичем Агаджаняном о его научном пути, и о европейском буддизме // Тхеравада.ру, 31.05.2011